# Dolichopeza (Trichodolichopeza) insincera
Dolichopeza (Trichodolichopeza) insincera is een tweevleugelige uit de familie langpootmuggen (Tipulidae). De soort komt voor in het Afrotropisch gebied.